# Langrend under vinter-OL 2010 – Herrernes sprint
Herrernes sprint i langrend under Vinter-OL 2010 blev afholdt 17. februar 2010 i Whistler Olympic Park i Whistler, Canada.
Konkurrencen startede med en kvalifikationsrunde, hvor 62 skiløbere deltog. 30 deltagere gik videre til Kvartfinalerne, hvor de 30 løbere blev skåret ned til 12, der deltog i semifinalerne. Den forsvarende olympiske mester Björn Lind deltog også i løbet, men røg ud i kvartfinalen. 

## Resultat – Finalen
| Plac. | Nr. | Navn                  | Land       | Tid    | Deficit | Noter |
| ----- | --- | --------------------- | ---------- | ------ | ------- | ----- |
| 1     | 4   | Nikita Kriukov        | Rusland    | 3:36.3 | +0.0    |       |
| 2     | 1   | Alexander Panzhinskiy | Rusland    | 3:36.3 | +0.0    |       |
| 3     | 6   | Petter Northug        | Norge      | 3:45.5 | +9.2    |       |
| 4     | 3   | Ola Vigen Hattestad   | Norge      | 3:50.0 | +13.7   |       |
| 5     | 15  | Alexey Poltaranin     | Kasakhstan | 3:54.4 | +18.1   |       |
| 6     | 7   | Øystein Pettersen     | Norge      | 4:56.2 | +1:19.9 |       |

## Ekstern Henvisning
- Vinter-OL 2010: Herrernes sprint – Det fulde resultat[http://web.archive.org/web/20100408202646/http://www.vancouver2010.com/Arkiveret+8.+april+2010+hos++Wayback+Machineolympic-cross-country-skiing/schedule-and-results/mens-individual-sprint-classic-finals_ccm601100qS.html Vinter-OL 2010: Herrernes sprint – Det fulde resultat], fra http://www.vancouver2010.com/ Arkiveret 25. oktober 2009 hos  Wayback Machine hentet 18-02-2010.